# The Great Society
The Great Society foi uma banda norte-americana de rock formada em São Francisco e atuante durante a década de 1960, em especial no auge do movimento psicodélico da região, entre 1965 e 1966. Lembrada como a banda original da vocalista Grace Slick, a formação original também contava com seu então marido Jerry Slick como baterista, seu irmão Darby Slick como guitarrista, David Miner como vocalista e guitarrista, Bard DuPont como baixista e Peter van Gelder como saxofonista.

## História
No segundo semestre de 1965, após ver um concerto da ainda recente banda Jefferson Airplane no The Matrix, Grace e Jerry decidiram inciar sua própria banda. Sua estréia foi no Coffee Gallery em 15 de outubro de 1965, e o grupo continuou até o ano seguinte.
Durante sua existência, o grupo lançou somente um single, "Somebody to Love" em 1966, escrita por Darby e que também contava com "Free Advice". O momento da banda começou quando o grupo já estava abrindo concertos para o Jefferson Airplane e outras bandas locais de sucesso, com a Columbia Records oferecendo um contrato de gravação. Na mesma época, Grace deixou o grupo para substituir Signe Toly Anderson no Airplane, a vocalista original do grupo. Com ela, foi para o Airplane também as canções "Somebody to Love" e "White Rabbit". Sem Grace, a banda não sobreviveu, terminando logo depois, assim como o casamento de Grace com Jerry.
Posteriormente, a Columbia lançou gravações de apresentações ao vivo da banda em dois álbuns distintos em 1968.

## Integrantes
- Grace Slick - vocal
- Jerry Slick - bateria
- Darby Slick - guitarra
- David Miner - vocal e guitarra
- Bard DuPont - baixo
- Peter van Gelder - saxofone

## Discografia
- "Somebody to Love/Free Advice" (compacto, North Beach Records, 1966)
- Conspicuous Only in its Absence (Columbia Records, 1968)
- How It Was (Columbia Records, 1968)
- Grace Slick and the Great Society: Collector's Item (Columbia Records, 1971, gravado ao vivo em setembro de 1966)
- The Great Society - Born to Be Burned (Sundazed Records, 1995)